# Unstrut
Unstrut er en  flod i de tyske delstater Thüringen og Sachsen-Anhalt og en biflod til Saale fra venstre med en længde på 192 km. Den har sit udspring i den nordlige del af Thüringen nær Dingelstädt (vest for Kefferhausen i Eichsfeld-området). I det nedre område løber den ind i Sachsen-Anhalt og munder ud i Saale nær Naumburg. Byer langs Unstrut er blandt andre Mühlhausen, Sömmerda, Bad Frankenhausen, Artern, Roßleben og Freyburg. Af bifloder er der Gera, Wipper, Helme og Lossa.
Sammen med Saale danner Unstrut vindistriktet Saale-Unstrut. Den kendte musserende vin Rotkäppchen bliver produceret i kældrene i Freyburg.

## Etymologi
Strödu på gammelt højtysk betyder «moseagtig kratskov», og forstavelsen un- gør den mening stærkere, hvilket tyder på at Unstrut har været et ret sumpet område. I 575 blev floden kaldt Onestrudis, i 600-tallet Unestrude og i 994 Vnstruod.
51°18′58″N 10°16′35″Ø / 51.3161°N 10.2764°Ø